# El Pris
El Pris es una entidad de población perteneciente al municipio de Tacoronte, en la isla de Tenerife —Canarias, España—.

## Toponimia
Su nombre deriva del término del dialecto canario porís, por síncopa de la o, y cuyo significado es 'embarcadero o pequeño puerto natural'.

## Geografía
Se trata de un núcleo costero situado distante unos seis kilómetros del casco urbano de Tacoronte, alcanzando una altitud media de 120 m s. n. m.
El barrio cuenta con un puesto de Socorro y otro de primeros auxilios y salvamento marítimo, un parque infantil, un polideportivo y un local social, así como con bares y restaurantes.
El Pris es un puerto pesquero que posee una playa de reducidas dimensiones, cuyas condiciones para el baño se dificultan debido al fuerte oleaje que presenta, por lo que está poco frecuentada por los bañistas. Posee, sin embargo, una piscina natural.

### Clima
El tiempo de El Pris está condicionado por la influencia de los vientos alisios. Los veranos son largos y los inviernos no son fríos. También se caracteriza por unas temperaturas bastante regulares durante todo el año y escasas precipitaciones.[cita requerida]

## Demografía
| Año        | 2000 | 2005 | 2010 | 2015 | 2020 |
| ---------- | ---- | ---- | ---- | ---- | ---- |
| Habitantes | 300  | 365  | 363  | 361  | 408  |

## Historia
El Pris posee desde antiguo un cierto poder de atracción sobre el municipio, levantándose pequeñas casas en el lugar. Sin embargo, su consolidación se llevó a cabo después de los años sesenta del siglo xx, construyéndose numerosos apartamentos. 

## Economía
El barrio se dedica principalmente a la pesca, a pesar de poseer una franja costera poco apropiada para la misma.

## Fiestas
En la zona de El Pris se celebran fiestas en honor de Nuestra Señora del Carmen el último domingo de agosto, y al Santísimo Cristo de los Dolores en septiembre.

## Comunicaciones
Se llega al barrio principalmente a través de la carretera de El Pris TF-163.

### Transporte público
En autobús —guagua— queda conectado mediante la siguiente línea de TITSA: 
| Línea | Trayecto                                         | Recorrido     |
| ----- | ------------------------------------------------ | ------------- |
| 023   | Tacoronte - El Pris (por El Calvario y Guayonje) | Horario/Línea |

### Caminos
Un sendero turístico recorre la costa de la localidad, conectando con el barrio vecino de Mesa del Mar.

## Lugares de interés
- Piscina natural del Pris
- Sendero El Pris - Mesa del Mar

## Galería

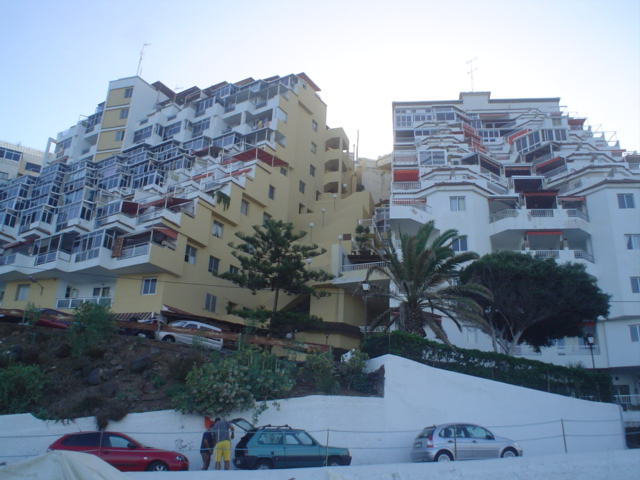
Apartamentos en El Pris.
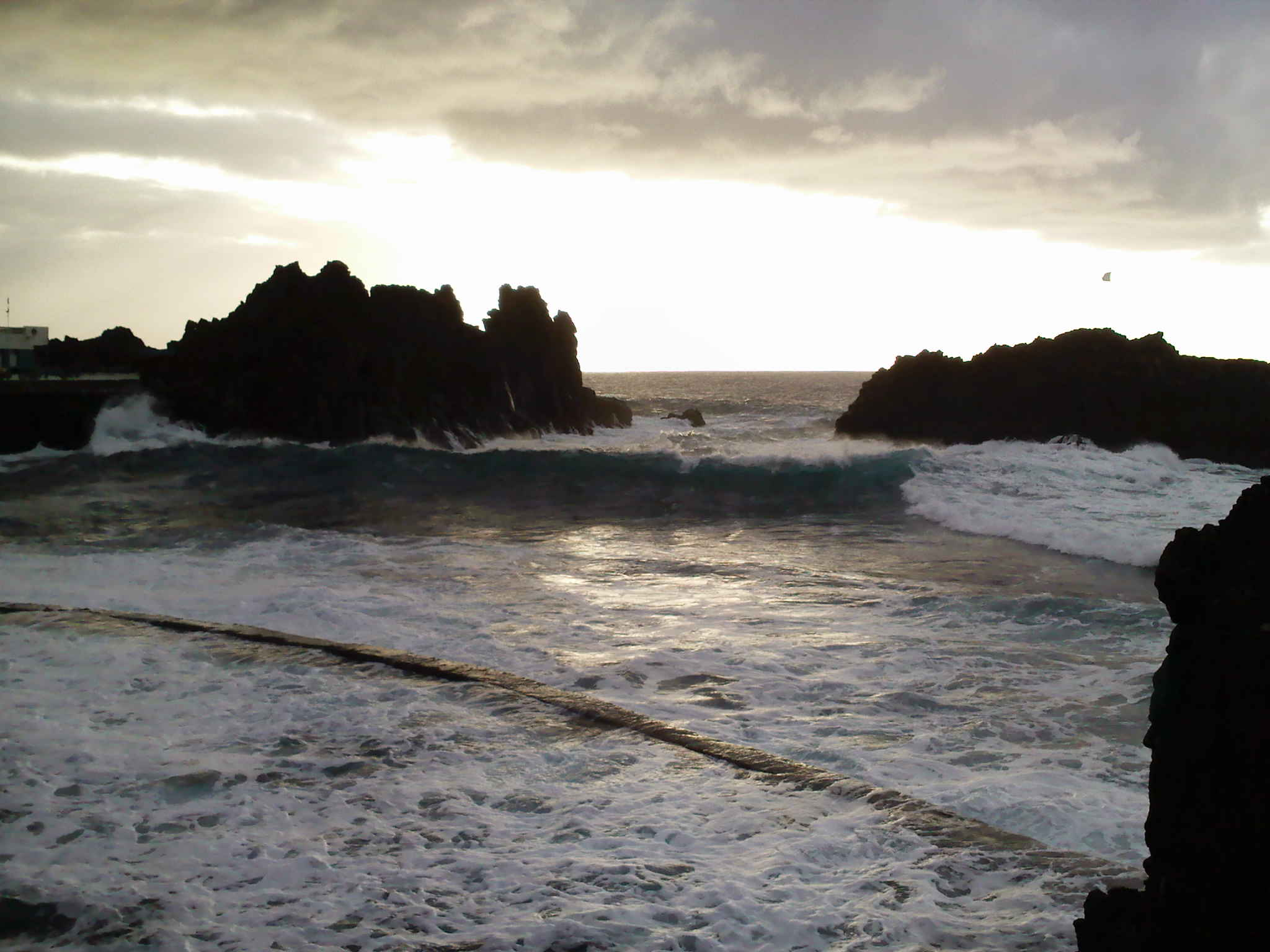
Piscina natural de El Pris.
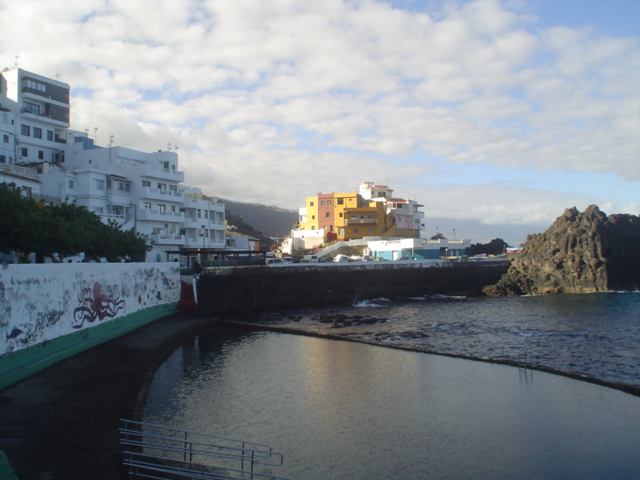
Piscina natural de El Pris.
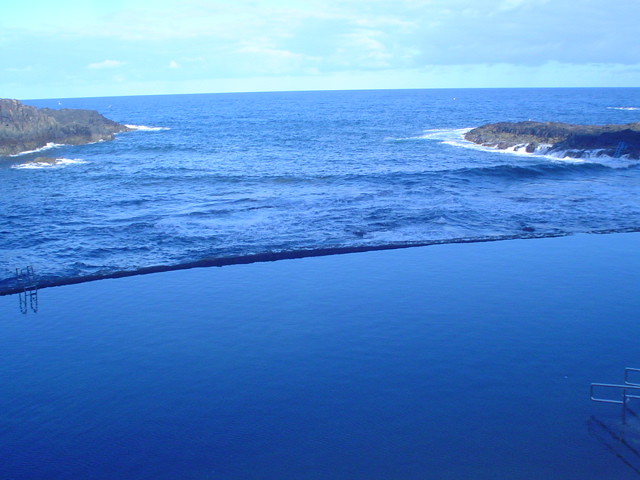
Piscina natural de El Pris.